# Staatspreis Architektur

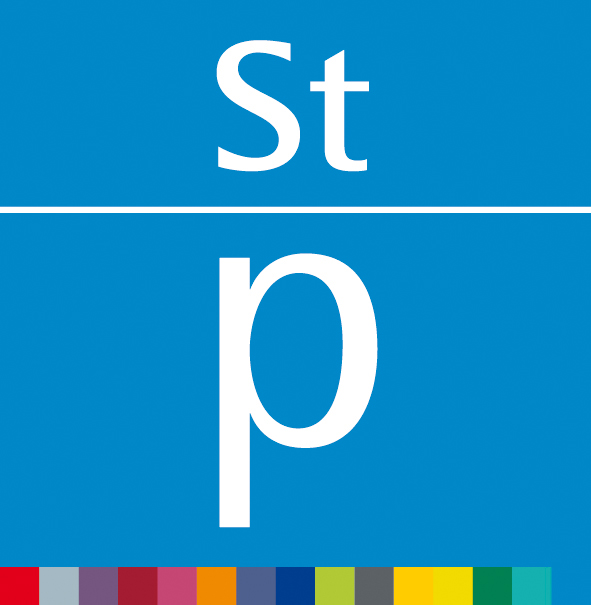
Logo des Staatspreises Architektur

Der Staatspreis Architektur ist ein projektbezogener Architektur-Staatspreis der Republik Österreich, bei dem „herausragende architektonische Projekte im Bereich der gewerblichen Wirtschaft ausgezeichnet werden, die im jeweiligen thematischen Schwerpunkt wichtige Akzente und Impulse setzen“. Teilnahmeberechtigt sind Architekten und Zivilingenieure für Hochbau bzw. Planungsbefugte gemäß EWR-Architektenverordnung. Als Bauherren dürfen nur Unternehmen der gewerblichen Wirtschaft teilnehmen. Architekt, Bauherr und das Objekt werden gemeinsam ausgezeichnet.
Bewertungskriterien sind:
- die Qualität der Gestaltung, also die städtebauliche Einfügung, architektonische Gestaltung, Einbettung in die Landschaft usw.
- die Funktionalität
- der Nutzerwert
- der Innovationsgehalt
- die Nachhaltigkeit durch Ressourcenschonung (bei Errichtung, Betrieb und Rückbau)
- die Wirtschaftlichkeit
- die Flexibilität (Anpassungsfähigkeit an Marktveränderungen)
- die regionalen Wirkungen[1]

## Veranstalter
Auslober und Veranstalter des Staatspreis Architektur ist das Bundesministerium für Arbeit und Wirtschaft. Organisation und Konzeption obliegen der Architekturstiftung Österreich. Projektpartner sind die Kammer der Ziviltechniker sowie die Wirtschaftskammer Österreich.

## Projekte, Architekten, Bauherren
- 1928: Staatspreis für Architektur: Rudolf Hofer (1894–1956)[2]

- 1963: Seelsorgestation St. Rafael, Montagekirche – Architekt Ottokar Uhl – Erzdiözese Wien.[3]

- 2000: Staatspreis Architektur für Tourismus und Freizeit:
  - Appartementhaus Lechblick in Warth
- 2000: Sonderpreis Revitalisierung:
  - Pension Wechselberger in Lanersbach[4]

- 2002: Staatspreis Architektur für Tourismus und Freizeit:
  - Hotel Anton in St. Anton am Arlberg – Planung: Wolfgang Pöschl, Dieter Comploj – Bauherr: Brigitte Wetscher, Robert Falch.
- 2002: Staatspreis Architektur für Bauwerke des Tourismus im alpinen Raum:
  - Bergiselschanze in Innsbruck – Planung: Zaha Hadid – Bauherr: Österreichischer Skiverband/Bergisel Betriebsges.m.b.H.[5]

- 2004: Staatspreis Architektur für Industrie und Gewerbe:
  - Industriebau S.I.E System Industrie Electronic in Lustenau, Neubau – Architekten Bernard Marte und Stefan Marte aus Weiler – S.I.E System.[6]

- 2006: Staatspreis Architektur für Neue Arbeitswelten in Verwaltung und Handel:
  - T-Center in Wien – Architekten Günther Domenig, Hermann Eisenköck und Herfried Peyker – T-Mobile Austria.[7]

- 2008: Staatspreis Architektur für Tourismus und Freizeit:
  - Hotel Schwarzer Adler in Kitzbühel, Umbau – Architekten tatanka ideenvertriebsgembh aus Mils in Tirol und Gogl + Partner in Linz – Bauherren Andrea und Christian Harisch.
- 2008: Sonderpreis Alt & Neu:
  - Stadtbad Dornbirn, Umbau – Cukrowicz Nachbaur Architekten, Bregenz[8]

- 2010 Kategorie Klein- bzw. Kleinstbetriebe:
  - Die Sohm HolzBautechnik GmbH in Alberschwende: Erweiterung Büro und Lagergebäude, geplant durch die Architekten Hermann Kaufmann ZT GmbH.
- 2010 Kategorie Mittel- bzw. Großbetriebe
  - Die Transformation Swarovski Optik KG in Absam, geplant durch die tatanka ideenvertriebsgmbh.

- 2012 Kategorie Verwaltung/Bürobauten
  - Rathaus Kufstein

- 2014:
  - Kategorie Tourismus: Hotel Daniel Vienna, Architektur: Atelier Heiss ZT GmbH
  - Kategorie Freizeit: Kulturzentrum St. Nikolaus in Ischgl, Architektur: parc ZT GmbH
  - Sonderpreis: BUS:STOP Krumbach, Architektur: Alexander Brodsky, Rintala Eggertsson Architects, Architecten de Vylder Vinck Taillieu, Ensamble Studio Antón García-Abril / Débora Mesa, Smiljan Radic, Sou Fujimoto, Amateur Architecture Studio, Wang Shu / Lu Wnyu[9]

- 2016:
  - Kategorie Industrie: Steinbauer Performance Austria, Architekturbüro Arkade ZT GmbH
  - Kategorie Gewerbe: Weingut Högl, Ludescher und Lutz Architekten (Elmar Ludescher und Philip Lutz)[10]

- 2018:
  - Kategorie Verwaltung: Post am Rochus in Wien, Architekturbüros Schenker Salvi Weber Architekten ZT GmbH gemeinsam mit feld72 Architekten ZT GmbH, Bauherr: Österreichische Post AG[11]
  - Kategorie Handel: M1 Einkaufszentrum Mittersill in Salzburg, Architekt DI Rainer Köberl und Paul Pointecker, Bauherr: MPreis Warenvertriebs GmbH
  - Sonderpreis: Sammlungs- und Forschungszentrum der Tiroler Landesmuseen in Hall, Architekturbüro Franz&Sue, Bauherr: Land Tirol, Amt der Tiroler Landesregierung, Gruppe Bau und Technik, Abteilung Hochbau

- 2021:
  - Kategorie Produktion: Swarovski Manufaktur, Wattens, Tirol; Bauherr: D.Swarovski KG, Architektur: Snøhetta Studio Innsbruck
  - Kategorie Dienstleistung: Gesundheitseinrichtung Josefhof, Graz, Steiermark; Bauherr und Betreiber: BVAEB-Versicherungsanstalt öffentlich Bediensteter, Eisenbahnen und Bergbau, Architektur und Landschaftsarchitektur: Dietger Wissounig Architekten ZT GmbH
  - Kategorie Digitalisierung: Tourismusinformation Innsbruck; Bauherr: Tourismusverband Innsbruck und seine Feriendörfer, Architektur: Arch. DI Manfred Sandner und Arch. DI Betina Hanel
  - Sonderpreis: Dienstleistung: „Nachhaltiger Tourismus“: Tempel 74 – Apartmenthaus mit Architekturbüro, Mellau, Vorarlberg; Bauherr: WEG Tempel 74 Mellau, Architektur: Jürgen Haller – Architektur ’ Baumanagement
  - Sonderpreis: Digitalisierung: „Architektursoftware“; EVA Rapid Layouting, Entwicklung: SWAP Architekten ZT GmbH und Caramel architekten zt gmbh